# Сприана
Сприа̀на (на италиански: Spriana) е село и община в Северна Италия, провинция Сондрио, регион Ломбардия. Разположено е на 754 m надморска височина. Населението на общината е 105 души (към 2010 г.).